# Cruls (Marskrater)
Cruls ist ein Einschlagkrater im Eridania-Gradfeld auf dem Mars (Koordinaten 42,91° S, 163,03° O). Der Krater ist 87,89 Kilometer im Durchmesser. Er wurde 1973 nach dem Astronomen Luís Cruls benannt.
Die Bilder zeigen deutlich die einstige glaziale Aktivität.

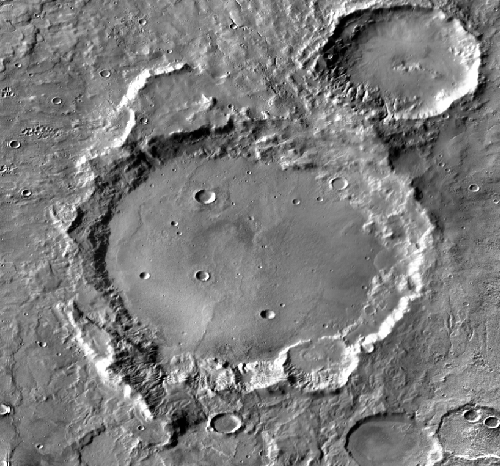
Cruls-Einschlagkrater. Aufnahme durch Mars Odyssey Orbiter THEMIS IR.
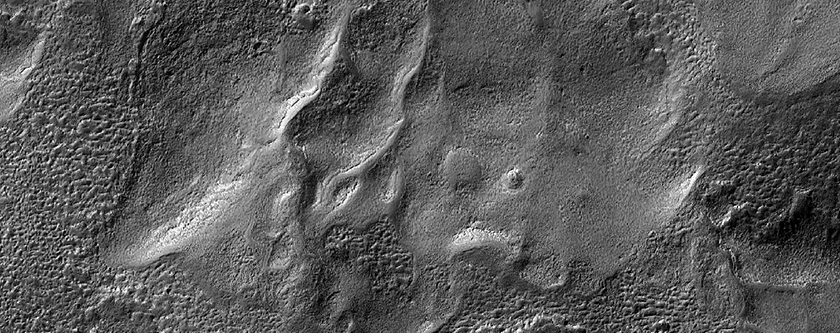
Nahansicht von Eisströmen im Krater Cruls. Aufnahme durch HiRISE, Mars Reconnaissance Orbiter
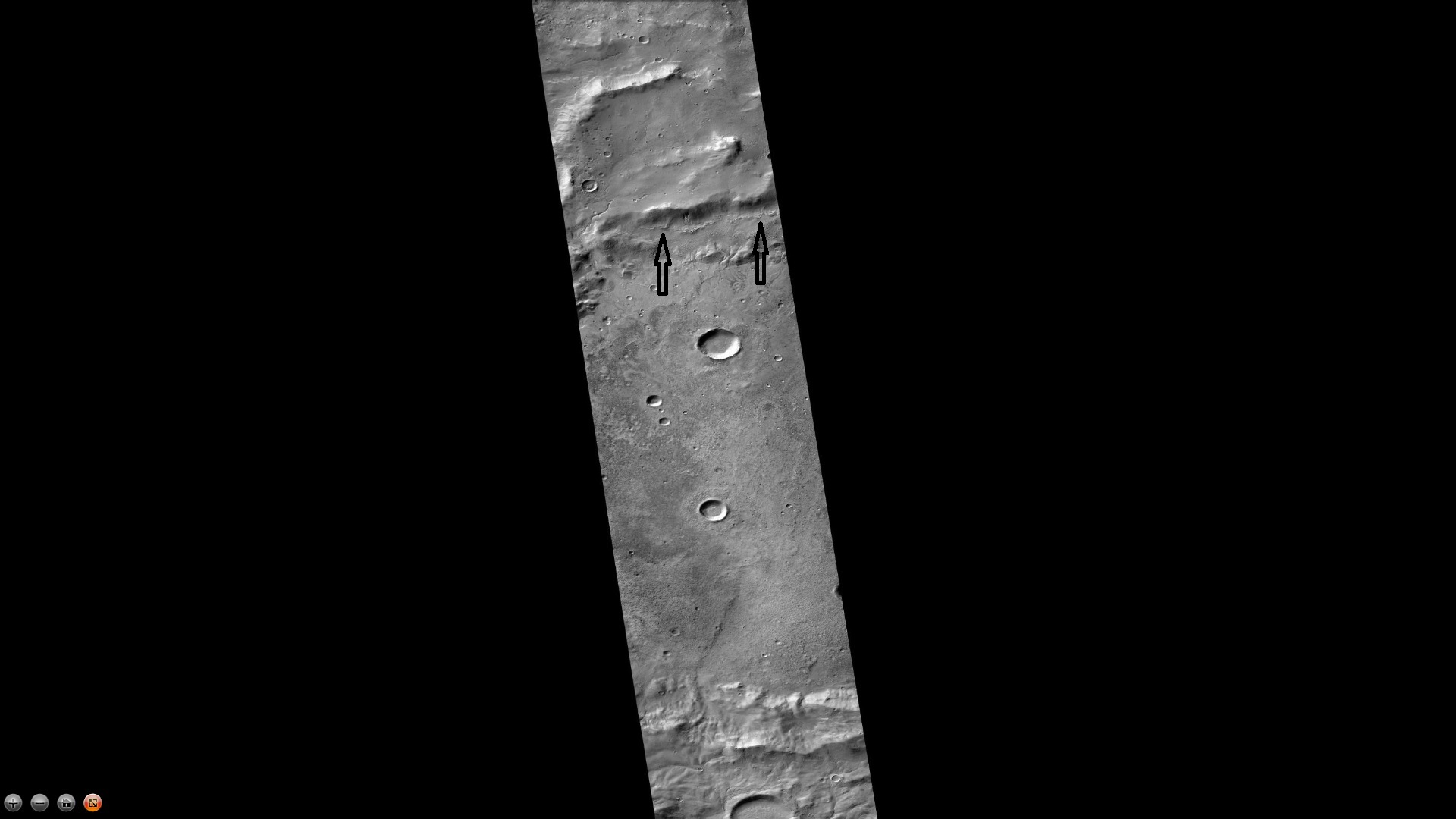
Der Krater Cruls. Aufnahme durch die CTX-Kamera des Mars Reconnaissance Orbiter. Die Pfeile zeigen auf alte Gletscher.
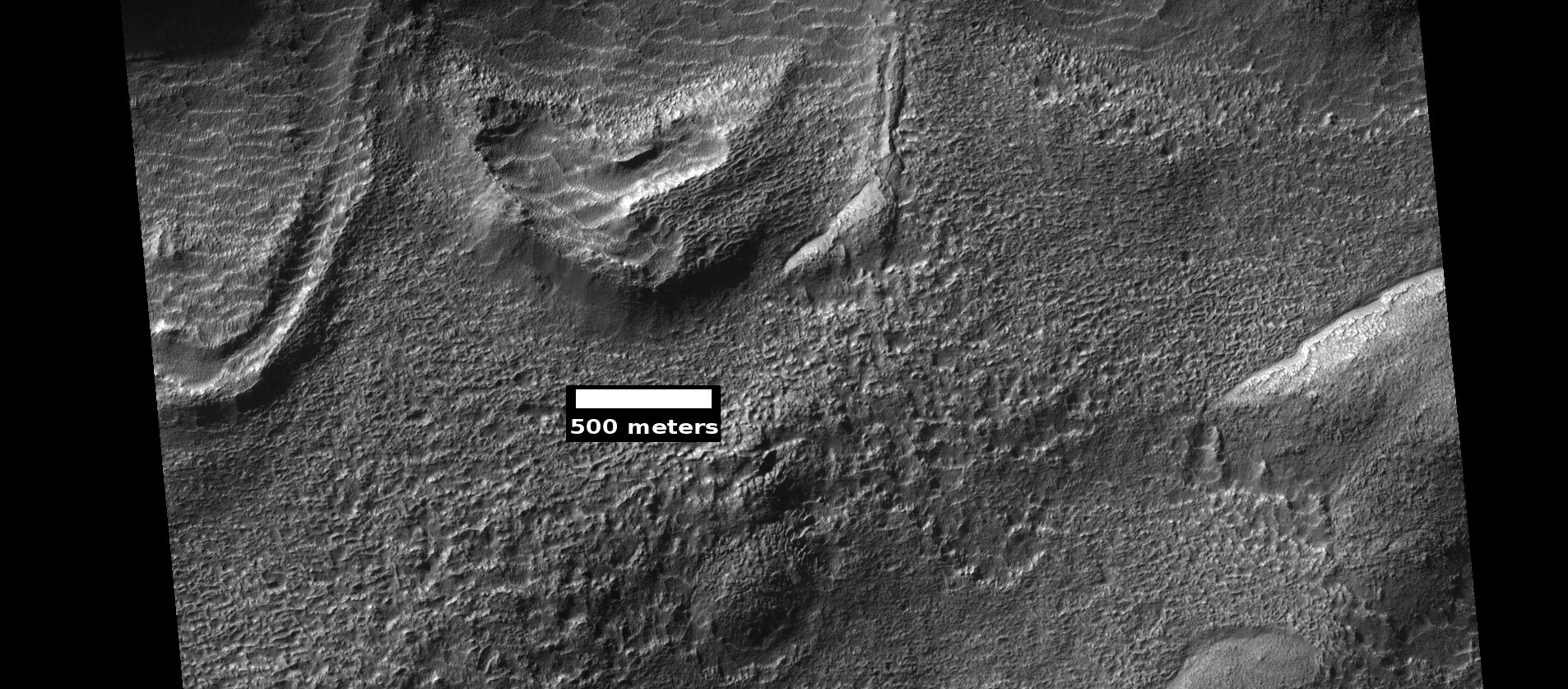
Alte Gletscher im Krater Cruls, gesehen durch HiRISE (HiWish program).
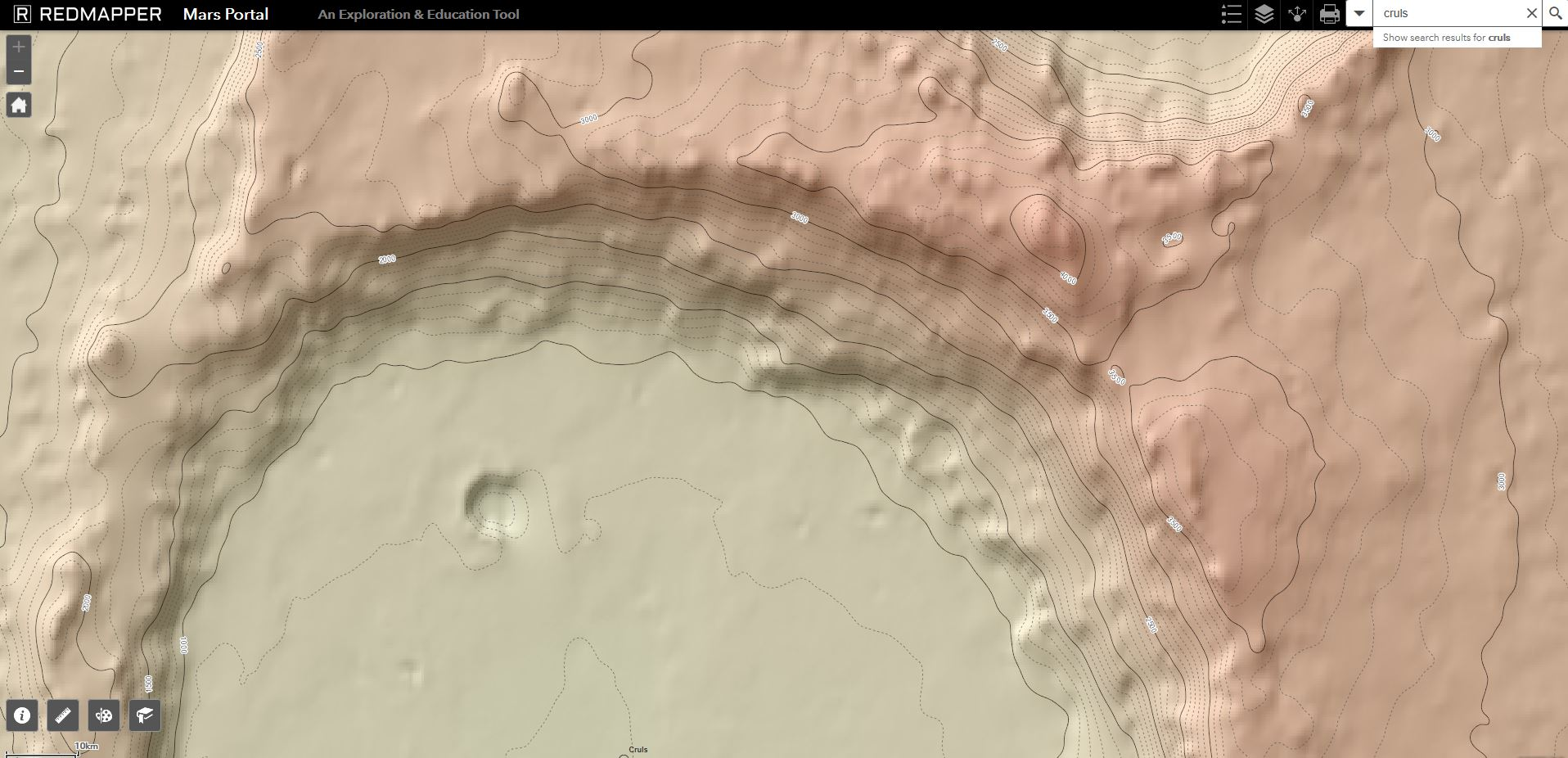
Nordrand Cruls. Topografische Karte generiert durch die Mars Orbiter Laser Altimeter (MOLA) Technologie (Mars Global Surveyor). Bildschirmfoto von der RedMapper Seite.
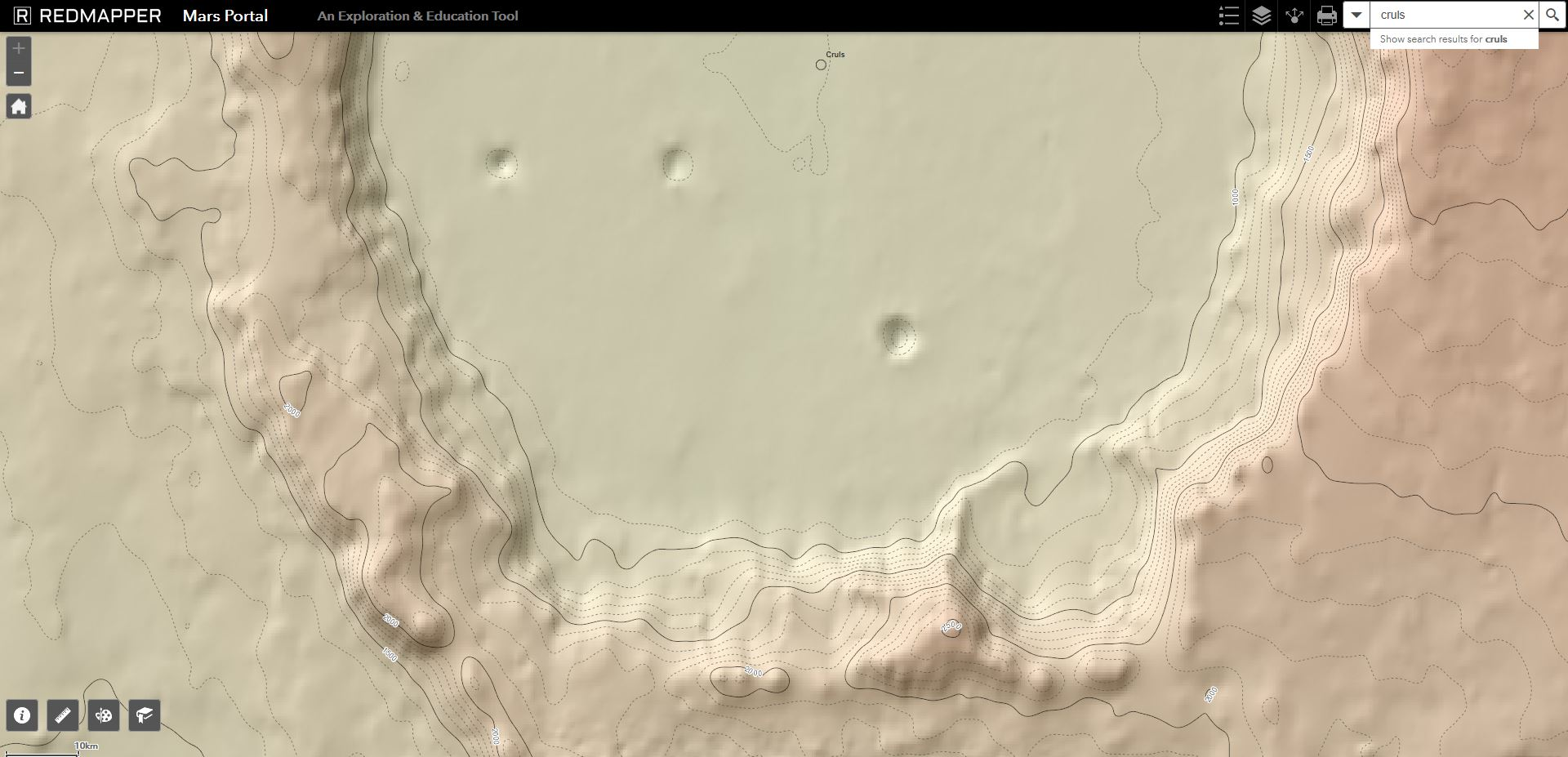
Südrand Cruls. Topografische Karte generiert durch die Mars Orbiter Laser Altimeter (MOLA) Technologie (Mars Global Surveyor). Bildschirmfoto von der RedMapper Seite.